# Taylor Beck
Taylor Beck (* 13. Mai 1991 in Niagara Falls, Ontario) ist ein kanadischer Eishockeyspieler, der seit Juli 2025 beim Genève-Servette HC aus der Schweizer National League unter Vertrag steht und dort auf der Position des rechten Flügelstürmers spielt. Zuvor absolvierte Beck unter anderem 485 Spiele in der Kontinentalen Hockey-Liga (KHL) und stand in 97 Partien für vier verschiedene Franchises der National Hockey League (NHL) auf dem Eis.

## Karriere
Beck begann seine Karriere 2007 bei den Guelph Storm in der Ontario Hockey League, bevor er beim NHL Entry Draft 2009 in der dritten Runde an 70. Position von den Nashville Predators selektiert wurde. Am 25. August 2010 unterschrieb er dann einen Drei-Jahres-Einstiegsvertrag bei den Predators, durfte aber auch für deren Farmteam, die Milwaukee Admirals, spielen. Ab der Saison 2010/11 spielte er für die Admirals in der American Hockey League.

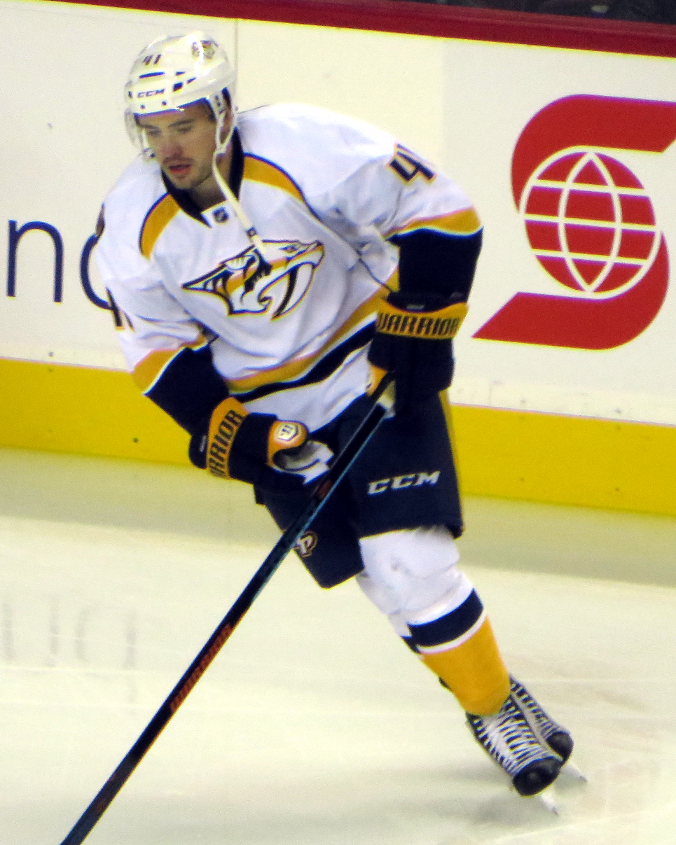
Taylor Beck im Trikot der Nashville Predators

Während der durch den Lockout verkürzten Saison 2012/13 wurde Beck zum ersten Mal in den Kader der Predators berufen und gab am 19. März 2013 bei einer 3:4-Niederlage gegen die Columbus Blue Jackets sein Debüt in der National Hockey League. In seinem dritten Spiel nur vier Tage später, erneut gegen die Blue Jackets, erzielte Beck im ersten Drittel mit dem 1:0 sein erstes Tor in der NHL und steuerte im selben Drittel einen Assist zum 3:1 bei. Er wurde nach dem Spiel zum First Star des Spiels gewählt. Insgesamt erzielte er in 16 Spielen mit den Predators drei Tore und vier Assists. Auch zu Beginn der Saison 2013/14 stand Beck im NHL-Aufgebot, wurde jedoch im November zurück zu den Admirals transferiert. Erst in der Spielzeit 2014/15 etablierte er sich bei den Predators, bevor er im Juli 2015 im Austausch für Jamie Devane an die Toronto Maple Leafs abgegeben wurde.
Nur zwei Monate später – und ohne ein Pflichtspiel für die Leafs oder deren Farmteams absolviert zu haben, da sich die Teams noch in der Saisonvorbereitung befanden – wurde er samt Carter Verhaeghe, Tom Nilsson, Matthew Finn und Christopher Gibson an die New York Islanders abgegeben. Im Gegenzug wechselte Michael Grabner nach Toronto. Bereits im Februar 2016 wurde Beck im Tausch für Marc-André Cliche an die Colorado Avalanche abgegeben. Dort beendete er Angreifer die Saison 2015/16, erhielt jedoch keinen weiterführenden Vertrag, sodass er sich im Juli 2016 als Free Agent den Edmonton Oilers anschloss. Dort kam der Angreifer, von drei NHL-Spielen abgesehen, hauptsächlich bei den Bakersfield Condors in der AHL zum Einsatz, bevor er zur Trade Deadline am 1. März 2017 an die New York Rangers abgegeben wurde, die ihn ebenfalls zum Hartford Wolf Pack in die AHL schickten. Im Gegenzug wechselte Justin Fontaine nach Edmonton. In Summe erreichte Beck in der Saison 2016/17 bei den Condors und dem Wolf Pack seine mit Abstand beste persönliche Saisonstatistik und wurde infolgedessen am Ende der Spielzeit ins AHL First All-Star Team gewählt.
Zu Beginn der Saison 2016/17 stand er bei Awtomobilist Jekaterinburg aus der Kontinentalen Hockey-Liga unter Vertrag, ehe er im November nach durchwachsenen Leistungen an Kunlun Red Star abgegeben wurde. Dort spielte er etwa ein Jahr, ehe er im Dezember 2018 im Tausch gegen die KHL-Transferrechte an Axel Holmström zum HK Awangard Omsk geschickt wurde. Im Juni 2020 wechselte er schließlich zum HK Metallurg Magnitogorsk, den er aber bereits nach einem Jahr wieder verließ, um sich dem HK Dinamo Minsk, ebenfalls aus der KHL, anzuschließen. Mit Minsk gewann er den belarussischen Pokalwettbewerb. Anschließend zog es ihn im Juli 2022 innerhalb der KHL zum HK Sibir Nowosibirsk. Dort war der Kanadier drei Jahre aktiv.
Nach fast 500 KHL-Spielen in den vorangegangenen acht Jahren wechselte Beck im Frühjahr 2025 zum Genève-Servette HC aus der Schweizer National League.

### International
Beck nahm mit der U17-Auswahl Ontarios an der World U-17 Hockey Challenge 2008 teil, die er mit der Mannschaft gewinnen konnte. In der Spielzeit 2017/18 wurde er erstmals in der kanadischen Nationalmannschaft eingesetzt, kam bisher aber nicht zu einem Einsatz in einem großen Turnier.

## Erfolge und Auszeichnungen
| - 2009 Teilnahme am CHL Top Prospects Game - 2010 Teilnahme am OHL All-Star Game - 2010 OHL Second All-Star Team - 2010 Jim Mahon Memorial Trophy | - 2016 AHL-Spieler des Monats November - 2017 Teilnahme am AHL All-Star Classic - 2017 AHL First All-Star Team - 2022 Belarussischer Pokalsieger mit dem HK Dinamo Minsk |

### International
- 2008 Goldmedaille bei der World U-17 Hockey Challenge

## Karrierestatistik
Stand: Ende der Saison 2024/25

### International
Vertrat Kanada bei:
- World U-17 Hockey Challenge 2008

(Legende zur Spielerstatistik: Sp oder GP = absolvierte Spiele; T oder G = erzielte Tore; V oder A = erzielte Assists; Pkt oder Pts = erzielte Scorerpunkte; SM oder PIM = erhaltene Strafminuten; +/− = Plus/Minus-Bilanz; PP = erzielte Überzahltore; SH = erzielte Unterzahltore; GW = erzielte Siegtore; 1 Play-downs/Relegation; Kursiv: Statistik nicht vollständig)